# Stephen F. Lynch
Pour les articles homonymes, voir Stephen Lynch et Lynch.
Stephen Francis Lynch, né le 31 mars 1955 à Boston, est un homme politique américain, représentant démocrate du Massachusetts à la Chambre des représentants des États-Unis depuis 2001.

## Biographie
Stephen Lynch grandit dans le quartier populaire de South Boston et travaille dix-huit ans comme ferronnier et s'engage dans un syndicat. Il obtient un baccalauréat en sciences au Wentworth Institute of Technology (en) en 1988 puis un doctorat de droit du Boston College en 1991.
Il est élu à la Chambre des représentants du Massachusetts en 1994 après avoir battu le sortant Paul Gannon dans la primaire démocrate. Deux ans plus tard, il brigue la succession du président du Sénat de l'État, William M. Bulger. Il bat le fils de celui-ci durant la primaire et est élu sénateur.
Alors qu'il envisageait de se présenter au poste de lieutenant-gouverneur du Massachusetts, il est finalement candidat pour succéder à Joe Moakley (en), récemment décédé, à la Chambre des représentants des États-Unis. Le 13 septembre 2001, il arrive en tête de la primaire démocrate avec 40 % des voix devant ses collègues sénateurs Cheryl Jacques (29 %), Brian Joyce (16 %) et Marc Pacheco (14 %). Le 16 octobre, dans ce bastion démocrate du sud de Boston, il est facilement élu face à la républicaine JoAnn Sprague. Dans le 9e district du Massachusetts, il est réélu sans opposition républicaine en 2002, 2004 et 2008 et remporte 78,1 % des suffrages en 2006 et 68,3 % en 2010.
Sa circonscription est redécoupée en 2011 et devient le 8e district, Lynch se retrouve désormais dans le même district que Bill Keating, qui choisit cependant de se représenter dans le nouveau 9e district. En 2012, il est reconduit pour un nouveau mandat avec 76,1 % des voix. En 2013, lorsque John Kerry devient secrétaire d'État, Lynch brigue sa succession au Sénat des États-Unis. Durant la primaire démocrate, il est opposé au représentant Ed Markey, soutenu par la majorité de l'establishment du parti,. Markey remporte la primaire avec 57 % des suffrages contre 43 % pour Lynch, qui est réélu à la Chambre des représentants l'année suivante.

## Positions politiques
Au début de sa carrière, Lynch est considéré comme un démocrate économiquement populiste et socialement conservateur. Il soutient alors la peine de mort et s'oppose à l'avortement ainsi qu'aux droits homosexuels (il a notamment tenté d'instaurer la « gay panic defense » dans la loi pénale). En 2013 cependant, il dit souhaiter protéger l'arrêt Roe v. Wade, être en faveur du mariage homosexuel et contre la peine de mort.